# Різе-Артвін (аеропорт)
Аеропорт Різе–Артвін (тур. Rize–Artvin Havalimanı) (IATA: RZV, ICAO: LTFO) — аеропорт на узбережжі в провінції Різе, на північному сході Туреччини.

## Огляд
Аеропорт відкрито для комерційної діяльності 14 травня 2022 року рейсами Turkish Airlines, а незабаром того ж дня з AnadoluJet. 
3 липня 2022 року Pegasus Airlines також розпочала рейси до аеропорту. 
1 липня 2023 року SalamAir розпочала міжнародні сезонні рейси до Маскату в Омані, створивши в цьому аеропорті перший міжнародний маршрут.
Аеропорт розташований біля узбережжя села Ешилькьой в районі Пазар провінції Різе 

, 
за 34 км на схід від міста Різе і близько 75 км на захід від міста Артвін.

Побудований на ґрунті, отриманому шляхом заповнення частини узбережжя Чорного моря камінням, доставленим з довколишніх кар'єрів у Мердівенлі, Хісарли, Канлімезра та Кузейджі. 
Щоб заповнити море глибиною 30 м
, використали щонайменше 85 мільйонів тонн породи.

Будівля аеропорту займає площу 4500 м², а паралельна березі моря злітно-посадкова смуга має довжину 3000 м та ширину 45 м.

Будівельні роботи розпочалися із закладання фундаменту у 2017 році. 
Різе-Артвін став другим аеропортом у Туреччині побудованим на штучному насипі (першим був аеропорт Орду-Гіресун) 
 
Очікується, що аеропорт обслуговуватиме близько двох мільйонів пасажирів щороку. Вартість проекту склала 4,4 мільярда лір 

## Авіалінії та напрямки, серпень 2023
| Авіакомпанія     | Пункт призначення              |
| ---------------- | ------------------------------ |
| AnadoluJet       | Анкара, Стамбул–Сабіха Гьокчен |
| Pegasus Airlines | Стамбул–Сабіха Гьокчен         |
| SalamAir         | Сезонний: Маскат               |
| Turkish Airlines | Стамбул                        |